# Martin Östholm
Martin Östholm, född 2 augusti 1988, är en svensk innebandyspelare, som har spelat för Granlo BK och Sundsvall City. Han spelar numera för Pixbo Wallenstam IBK (2014), där han betraktas som en profil i laget. Östholm tillhör det svenska innebandylandslaget.